# راينهارت ليبودا
راينهارت ليبودا (بالألمانية: Reinhard Libuda)‏ (مواليد 10 أكتوبر 1943) هو لاعب كرة قدم. يلعب مع منتخب ألمانيا الغربية لكرة القدم. سبق له أن لعب في كأس العالم لكرة القدم مع منتخب بلاده.

## مسيرته الكروية
لعب راينهارت ليبودا خلال مسيرته الاحترافية مع 3 أندية في ثلاثة عشر موسمًا وسجل خلالها 39 هدفًا ضمن 305 مباراة. حيث فاز في موسم واحد بالكأس ولم يفز بأي دوري.
خاض راينهارت ليبودا مسيرته مع نادي شالكه 04 في موسم 1962–63 في المرة الأولى لمدة موسم واحد ثم في موسم 1968–69 ليلعب معه ستة مواسم ثم في موسم 1973–74 ولمدة موسمين، مشاركًا طوالها في 215 مباراة سجل خلالها 28 هدفًا. ثم انتقل إلى نادي بوروسيا دورتموند للفورميلا في موسم 1965–66 واستمر معه طيلة ثلاثة مواسم، حيث شارك في 74 مباراة سجل خلالها 8 أهداف. لينتقل بعدها إلى نادي ستراسبورغ في موسم 1972–73 لمدة موسم واحد، مشاركًا في 16 مباراة سجل خلالها 3 أهداف.

## روابط خارجية
- راينهارت ليبودا على موقع الاتحاد الدولي (مؤرشف)  (الإنجليزية)
- راينهارت ليبودا على موقع قاعدة بيانات كرة القدم.إي يو (الإنجليزية)
- راينهارت ليبودا على موقع بيانات كرة القدم. دي إي (الألمانية)
- راينهارت ليبودا على موقع ناشيونال فوتبول تيمز (الإنجليزية)
- راينهارت ليبودا على موقع عالم كرة القدم.نت (الإنجليزية)